# Asesinato de Alejandro Calderón
El asesinato de Alejandro Calderón fue un acto realizado por el Movimiento Revolucionario Túpac Amaru (MRTA) el 8 de diciembre de 1989 contra el líder asháninka Alejandro Calderón. El asesinato provocó que la población indígena asháninka se organizara en contra del MRTA hasta lograr su expulsión de la región.

## Acontecimientos
Alejandro Calderón era el líder de la comunidad asháninka y presidente del ANAP, una organización que agrupaba 52 comunidades asháninkas. El 8 de diciembre de 1989, miembros del MRTA bajo el liderazgo del "Camarada Ricardo" asaltaron la localidad de Kirichari donde se realizaba celebraciones por el aniversario de la comunidad buscando a Calderón. Una vez localizado, Calderón fue trasladado a Puerto Bermúdez y a Palcazu, sin que se supiera algo de él. Calderón fue trasladado al campamento de El Chaparral donde fue ejecutado por el MRTA tras un juicio realizado por un "tribunal revolucionario". En un comunicado a través de Cambio, los emerretistas detallaron que:
En los primeros días del mes de diciembre un destacamento guerrillero del MRTA ubicó y capturó a Alejandro Calderón Espinoza y dos de sus cómplices. Estos elementos fueron quienes, en 1965, entregaron al ejército al Comandante Máximo Velando, uno de los jefes guerrilleros del MIR. Además de su antiguo crimen, Calderón y uno de sus lugartenientes se habían convertido en la actualidad en piezas claves de las Fuerzas Armadas y sus planes para formar bandas paramilitares en la zona. Por estos delitos, un Tribunal Revolucionario del MRTA procedió a juzgar y ejecutar después a estos sujetos reaccionarios.
Debido al secuestro de Calderón, las comunidades asháninkas decidieron levantarse en contra de MRTA iniciando acciones de autodefensa bajo el liderazgo de Alcides Calderón, hijo del secuestrado. Por su parte, la ANAP sacó un comunicado que decía:
Sólo su pueblo puede juzgar a sus dirigentes y Alejandro Calderón ha sido nuestro máximo líder durante muchos años porque defendió como nadie los derechos de nuestro pueblo contra todas las injusticias y para ser libres y respetados. El organizó a nuestro pueblo contra los explotadores. Por ser hombre valiente, de posición lo han matado... 
Debido a la insurrección de los asháninkas contra el MRTA, a través de Cambio la organización subversiva reconoció que el secuestro y asesinato de Calderón fue un "error táctico".